# 黔春路站
黔春路站是贵阳轨道交通2号线的地铁车站，位于中华人民共和国贵州省贵阳市云岩区三桥南路与黔春路交叉口西侧，于2021年4月28日开通。

## 车站结构
黔春路站沿三桥南路呈东西向设置，为地下二层岛式站台车站，车站长187米，车站地下一层为站厅层，地下二层为站台层。
| 地面              | 出入口 | A、B、C出入口                                                                                                 |
| 地下一层          | 站厅   | 客服中心、自动售票机、验票机                                                                                  |
| 地下二层          | 站台   | \| \| \| █ 2号线往白云北路（改茶路） \| \| 島式 · 開左邊车门 \| \| \| \| \| \| █ 2号线往中兴路（延安西路） \| |
|                   |        | █ 2号线往白云北路（改茶路）                                                                                   |
| 島式 · 開左邊车门 |        | |
|                   |        | █ 2号线往中兴路（延安西路）                                                                                   |

## 车站出口
黔春路站共有3个出入口，各出口及周围设施如下所示：
| 编号                | 出入口信息                                                                     | 照片 | 无障碍设施 |
| ------------------- | ------------------------------------------------------------------------------ | ---- | ---------- |
| A · 出口            | 三桥南路，五柳街，后冲路，贵阳市云岩区第四小学，竹园新居                       |      | 不適用     |
| B · 出口 · （设有） | 黔春路，三桥南路，头桥路，黔灵公馆，贵龙园，黔灵山国际社区，碧云山庄（珍珠巷） |      |            |
| C · 出口            | 三桥南路                                                                       |      | 不適用     |
| 图例： 设有         |                                                                                |      |            |

## 接驳交通

### 公交车
- 二桥：3路，27路，29路，38路，47路，57路，60路，60路大站快车，65路，221路，231路，232路，237路，301路，314路，602路，K237路大站快车

## 车站历史
本站建设时期工程名为二桥站，开通前正式命名为黔春路站，站名来自车站东侧的黔春路。
- 2019年8月11日，车站主体结构封顶[2]。
- 2021年4月28日，车站随2号线工程通车开通[1]。